# Klauwkikkers
Klauwkikkers (Xenopus) zijn een geslacht van kikkers uit de familie tongloze kikkers (Pipidae). De groep werd voor het eerst wetenschappelijk beschreven door Johann Georg Wagler in 1827. Later werd de wetenschappelijke geslachtsnaam Dactylethra gebruikt.

## Verspreiding en leefgebied
Er zijn 29 soorten inclusief zes soorten die pas in 2015 voor het eerst beschreven werden. Alle soorten komen voor in Afrika, ten zuiden van de Sahara. Een geïsoleerde populatie bevindt zich in Tsjaad.

## Taxonomie
Geslacht Xenopus
- Soort Xenopus allofraseri
- Soort Xenopus amieti
- Soort Xenopus andrei
- Soort Xenopus borealis
- Soort Xenopus boumbaensis
- Soort Xenopus calcaratus
- Soort Xenopus clivii
- Soort Xenopus epitropicalis
- Soort Xenopus eysoole
- Soort Xenopus fischbergi
- Soort Xenopus fraseri
- Soort Xenopus gilli
- Soort Xenopus itombwensis
- Soort Xenopus kobeli
- Soort Xenopus laevis – Klauwkikker
- Soort Xenopus largeni
- Soort Xenopus lenduensis
- Soort Xenopus longipes
- Soort Xenopus mellotropicalis
- Soort Xenopus muelleri
- Soort Xenopus parafraseri
- Soort Xenopus petersii
- Soort Xenopus poweri
- Soort Xenopus pygmaeus
- Soort Xenopus ruwenzoriensis
- Soort Xenopus tropicalis
- Soort Xenopus vestitus
- Soort Xenopus victorianus
- Soort Xenopus wittei